# تيري جاكسون (لاعب كرة قدم أمريكية)
تيري جاكسون (بالإنجليزية: Terry Jackson)‏ هو لاعب كرة قدم أمريكية أمريكي، ولد في 10 يناير 1976 في غينزفيل في الولايات المتحدة.

## وصلات خارجية
- تيري جاكسون (لاعب كرة قدم أمريكية) على موقع مرجع كرة القدم المحترفة.كوم (الإنجليزية)